# دينيس تاراسوف
دينيس تاراسوف (بالروسية: Тарасов, Денис Евгеньевич)‏ هو سباح روسي، ولد في 31 يوليو 1993 في إينجيلز في روسيا.